# Rhiannon Roberts
Rhiannon Roberts, född den 30 augusti 1990, är en walesisk fotbollsspelare.
Rhiannon Roberts inledde sin seniorkarriär med spel i Blackburn Rovers år 2009. Hon har även spelat för Doncaster Rovers Belles innan hon värvades av Liverpool år 2018.  2023 kontrakterades hon av Real Betis. Hon har även representerat det walesiska damlandslaget där hon debuterade år 2015.